# Embolia amniótica
Embolia amniótica é uma rara emergência obstétrica na qual líquido amniótico, células fetais, cabelos ou outros resíduos penetram na circulação sanguínea materna através do leito placentário e desencadeiam uma reação alérgica.